# B (ラジオ番組)
『B』（ビー）は、毎日放送ラジオ（MBSラジオ）で2002年4月2日から10月4日深夜まで放送していたラジオ番組である。
なお放送開始・終了日などはあくまで暦日で表記しているため、注意のこと。

## 概要
この番組は『+M』『S』と合わせて、深夜の毎日放送ラジオ（MBSラジオ）の看板番組を確立しようと発足したもので、「男2人のよもやま話」をテーマに大人向けのおしゃべりを重視した番組としてスタートした。また同じく「B」を冠した日曜の夕方放送の『Bサンデー』も同時期にスタートしている。
番組は火曜から金曜日0:00 - 2:00（月 - 木曜深夜）の放送だったが、6か月で終了。
同年9月よりバッファロー吾郎以外のメンバーは『Bフライデースペシャル 陣内・ケンコバ45ラジオ』と題する土曜日（金曜深夜）0:00 - 4:50の新番組に、火曜日担当のバッファロー吾郎はケンドーコバヤシと共に『スッごい!おとなの時間』（日曜日20:00 - 21:25）のパーソナリティへとそれぞれ移動した。

## 各曜日概要
- 火曜日（月曜深夜） - 陣内智則、ケンドーコバヤシ

生放送にもかかわらず、コバヤシが腹痛を訴え、トイレに駆け込んだことがあった。またその時座っていたスタジオの椅子が翌朝の放送で浜村淳も利用する椅子であった。
- 水曜日（火曜深夜） - バッファロー吾郎

リスナーからのFAXが少なく、そのことをエコであるという意味で「地球に優しいラジオ」であると逆説的に表現していた。
- 木曜日（水曜深夜） - シャンプーハット
- 金曜日（木曜深夜） - サバンナ

| 毎日放送ラジオ（MBSラジオ） 火曜日 - 金曜日0:00 - 2:00（2002.4.2 - 10.4） | 毎日放送ラジオ（MBSラジオ） 火曜日 - 金曜日0:00 - 2:00（2002.4.2 - 10.4） | 毎日放送ラジオ（MBSラジオ） 火曜日 - 金曜日0:00 - 2:00（2002.4.2 - 10.4） |
| 前番組                                                                    | 番組名                                                                    | 次番組                                                                    |
| ------------------------------------------------------------------------- | ------------------------------------------------------------------------- | ------------------------------------------------------------------------- |
| AM808。マジっすよ!                                                        | B (ラジオ番組)                                                            | S※0:00 - 4:00                                                             |